# Lienardia immaculata
Lienardia immaculata é uma espécie de gastrópode do gênero Lienardia, pertencente a família Clathurellidae.